# Kryształowa Jaskinia w Naica
Kryształowa Jaskinia w Naica – fragment czynnej kopalni ołowiu, srebra i cynku, znajdującej się na półpustynnym terenie gór Naica, około 100 km na południowy wschód od meksykańskiego miasta Chihuahua. Słynie z największych odkrytych dotąd kryształów gipsu, będących jednocześnie jednymi z największych minerałów na świecie (większe są pojedyncze kryształy berylu i przypuszczalnie mikroklinu).

## Historia

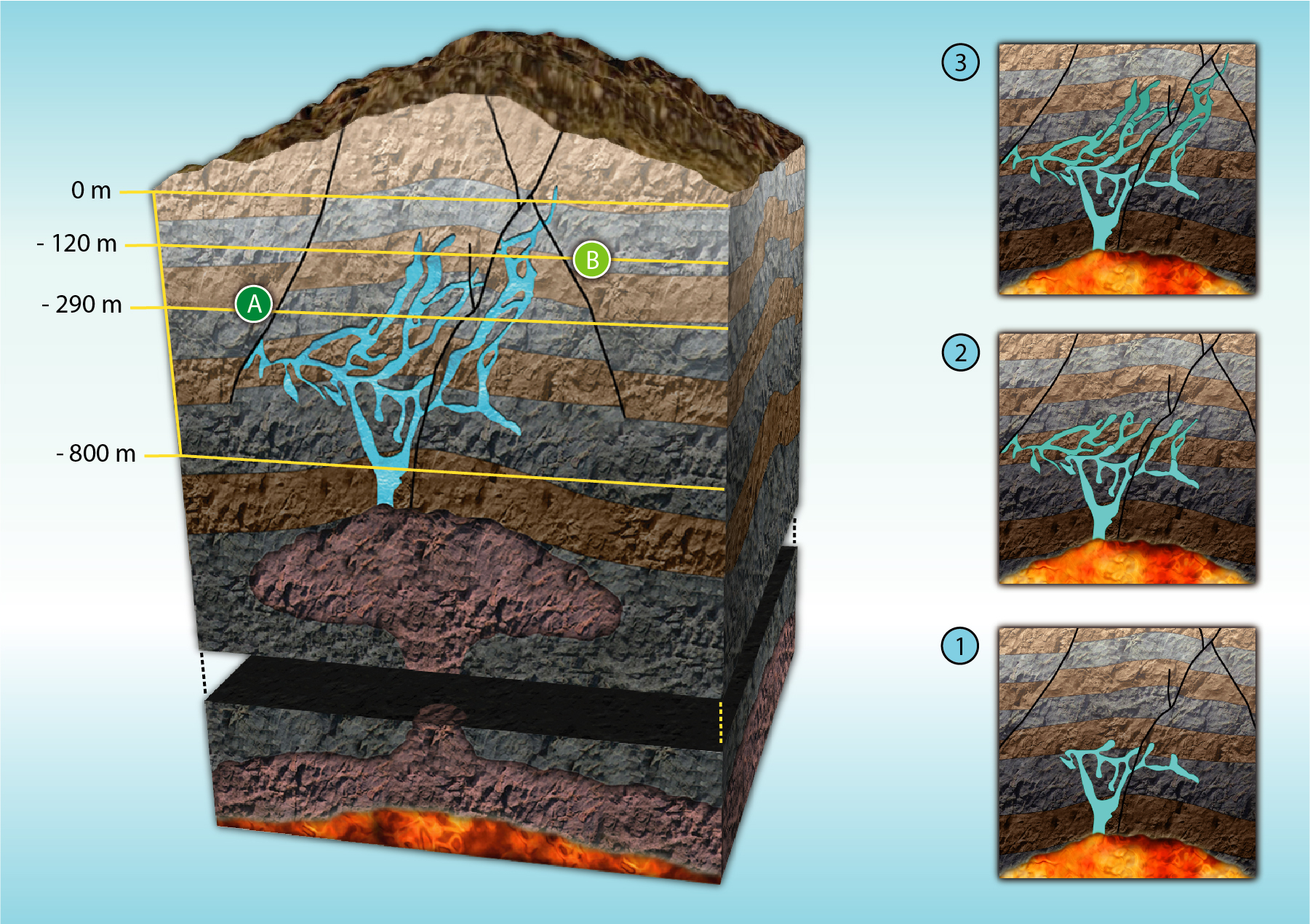
Przekrój górotworu z etapami formowania się jaskini. A. Jaskinia kryształów, B. Jaskinia mieczy

Naica w języku Indian Tarahumara znaczy cieniste miejsce. W 1794 r. odkryto w tych rejonach żyłę srebra i trochę złota. Eksploatację na szeroką skalę rozpoczęto w 1900 r., kiedy wzrosło zapotrzebowanie na cynk. 
Podczas rewolucji meksykańskiej kopalnia przynosiła wielkie zyski. Do dziś spółka Naica należąca do koncernu Peñoles jest jednym z ważniejszych dostawców surowców mineralnych w Meksyku. Armia rewolucyjna po wtargnięciu do miasta zażądała pieniędzy od właścicieli. Jeden z nich został zamordowany, gdyż odmówił. Spowodowało to zamknięcie kopalni w latach 1911–1922.

### Jaskinia Mieczy
W 1910 r. przypadkiem odkryto Cueva de las Espadas – Jaskinię Mieczy, znajdującą się 120 m pod powierzchnią ziemi. Komnata szeroka na ok. 80 m była wypełniona makrokryształami selenitu, osiągającymi nawet 2 m długości i 25 cm średnicy. Z czasem została wyeksploatowana. Spowodowało to zmiany mikroklimatu, a w konsekwencji przezroczyste kryształy stały się matowe i zabrudzone. Wiele z nich znajduje się w muzeach różnych państw.

### Kaplica Sykstyńska kryształów
Odkrycia nowej jaskini dokonano w kwietniu 2000, kiedy bracia Juan i Pedro Sanchez, pracujący dla spółki Industrias Peñoles, wiercili nowy tunel. Ich przełożony, inżynier Roberto Gonzalez, nakazał poprowadzić odwiert inną drogą. Niektórzy górnicy obawiali się, że kryształy spowodują kłopoty firmy i próbowali je zniszczyć. W celu ich ochrony zainstalowano specjalne drzwi. Władze kopalni obawiały się, że poziom wód gruntowych może zagrozić całemu przedsiębiorstwu. Początkowe pomiary okazały się całkowicie błędne.

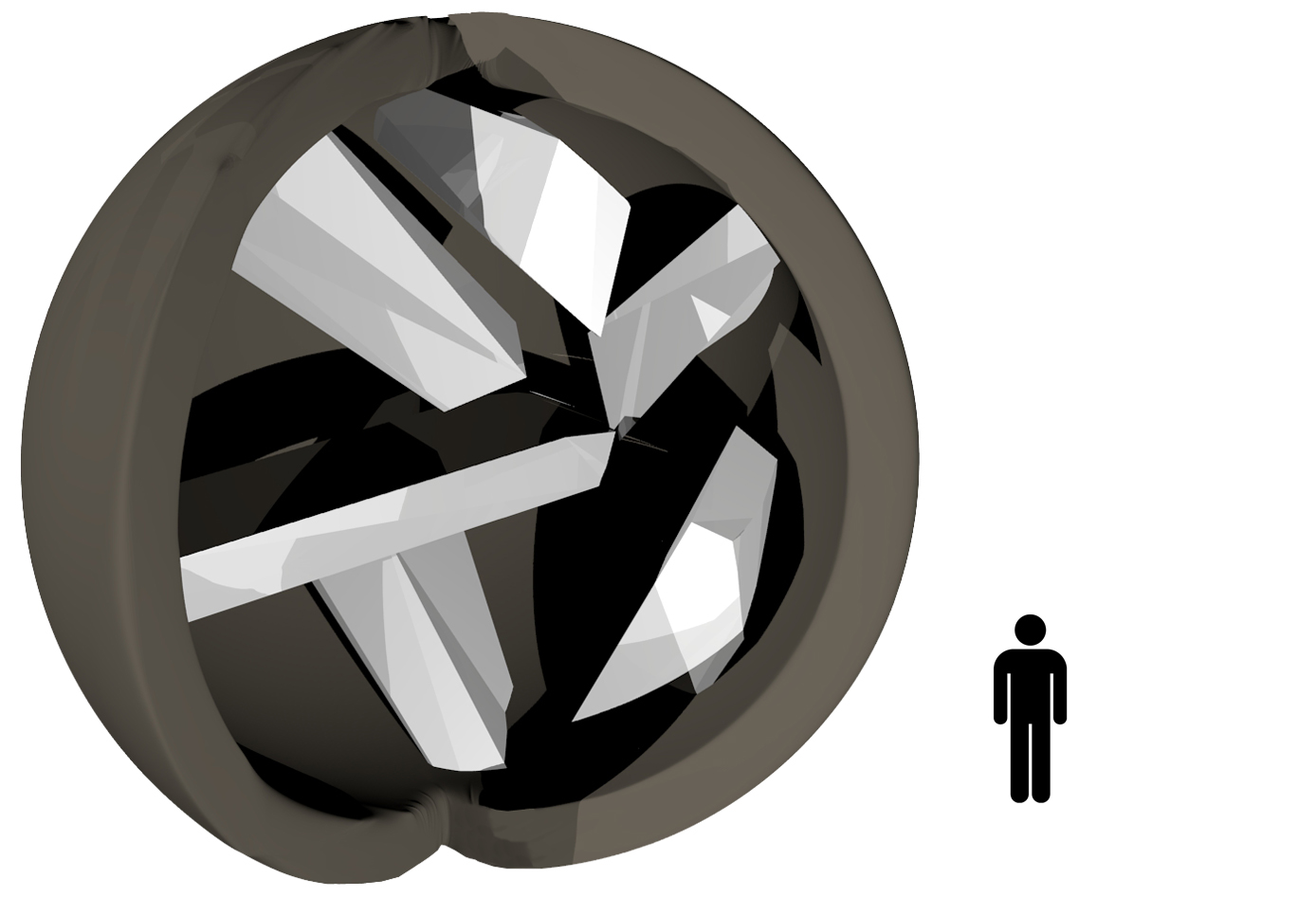
Wielkość jaskini kryształów (Cueva de los Cristales) w porównaniu do wielkości człowieka

Cueva de los Cristales znajduje się ok. 300 metrów pod ziemią i 30 pod głównym pokładem wapienia. Zawiera kryształy selenitu, osiągające nawet 15 metrów długości. Stworzyły je roztwory hydrotermalne ze znajdującej się trzy mile niżej komory magmy. 
To jest Kaplica Sykstyńska kryształów – tymi słowami określił odkrycie Juan Manuel García-Ruiz, geolog z Uniwersytetu Grenady w Hiszpanii. By odkryć, jak możliwe było ich powstanie, García-Ruiz zbadał niewielkie ilości roztworów, jakie znalazły się w kieszeniach skalnych. Uważa, że przyczyną było nie tylko bardzo wysokie stężenie procentowe, ale też stała temperatura ok. 58 °C, która prawie nie ulegała zmianom. Przy tej temperaturze obficie występujący w wodzie anhydryt, przeobraził się w gips, który mógł stworzyć monumentalne kryształy.
Początkowo planowano założyć oświetlenie elektryczne, podłogę zalać betonem i wykopać bezpośrednie przejście dla turystów. Pamiętano jednak o zniszczeniu Jaskini Mieczy. W związku z szacowaną wartością rynkową oraz kruchością kryształów, władze kopalni podjęły radykalną politykę ochronną. Zwiedzanie jest zabronione. Dostęp jest możliwy tylko dla naukowców, których celem jest badanie i konserwacja tego miejsca. Może minąć kilkadziesiąt lat, nim otwarcie dla szerokiej publiczności będzie możliwe.

## Mikroklimat
Poważnym problemem jest temperatura 150 °F (ok. 65,5 °C) oraz wilgotność powietrza wynosząca 100%. Ograniczona możliwość sztucznego oświetlenia powoduje, że uzyskanie jasnych, wyraźnych fotografii stało się nie lada wyzwaniem. Przy znacznej wilgotności naturalny mechanizm chłodzenia ciała jest praktycznie bezużyteczny. Ze względu na różnicę temperatur między płucami a powietrzem zewnętrznym, para wodna może się w nich kondensować utrudniając oddychanie. Osoby wchodzące do jaskini noszą kombinezony obwieszone lodem i oddychają przez maski podłączone do zasobników z tlenem. Środowisko to jest na granicy ludzkiej wytrzymałości. Przebywanie w nim może skończyć się śmiercią, co miało już raz miejsce, gdy jeden z górników próbował ukraść cenne kryształy. Co ciekawe, aparaty fotograficzne psują się, jeśli w momencie uruchomienia nie osiągną temperatury otoczenia.